# Буате, Марсель
Марсель Буате (фр. Marcel Boiteux; 9 мая 1922, Ньор, Дё-Севр — 6 сентября 2023[…], Круасси-сюр-Сен, Ивелин) — французский экономист, профессор экономики, президент Эконометрического общества в 1959 году, соавтор модели Рамсей-Буате и теории пикового ценообразования, а также генеральный директор Électricité de France в 1967—1978 годах.

## Биография
Марсель родился 9 мая 1922 года в Ньор, Дё-Севр, Франция.
В 1942—1943 годах учился в Высшей школе в Париже. В 1943 году бежал из Франции в Испанию, а в 1944 году участвовал в Итальянской кампании до возвращения во Францию в 1944 году. В 1946 году прошёл аттестацию по математике, а в 1947 году получил диплом экономиста Института политических исследований в Париже.
В 1947—1949 годах работал референтом в Национальном центре научных исследований. В 1949 году устроился работать в Électricité de France: в 1949—1956 годах был инженером коммерческой службы, в 1956—1957 годах — инженером службы экономических исследований, а 1958—1966 годах — директором дирекции экономических исследований, в 1967 году — заместитель генерального директора, а в 1967—1978 годах был генеральным директором Électricité de France, а в 1979—1987 годах председателем Совета Директоров.
Был профессором экономики Высшей школы электрики в 1957—1962 годах, затем профессором экономики в Национальной школе мостов и дорог в 1963—1967 годах.
Был удостоен звания президента Эконометрического общества в 1959 году, председателя Французского общества исследования операций в 1960—1964 годах, президента Французской ассоциации компьютерных наук и исследования операций в 1965 году, президента Международной федерации обществ исследования операций (IFORS) в 1965—1966 годах, членом в 1965—1968 годах и президентом в 1966—1967 годах Консультативного комитета по науки и техники, членом Комитета по атомной энергии в 1967—1987 годах, вице-президентом Международного союза производителей и дистрибьюторов электроэнергии (UNIPEDE) в 1967—1987 годах, членом Советов директоров Национального центра космических исследований в 1967—1972 годах и Высшей школы в Париже в 1972—1991 годах, и Института Пастера в 1973—1985 годах, и в Национальной школе администрации Франции в 1980—1983 годах, членом Трехсторонней комиссии в 1980—1996 годах, вице-президентом Национального комитета в Организации Франции (CNOF) в 1983—1986 годах, президентом Института высших исследований учёных (IHES) в 1985—1994 годах, президентом Института экспертизы и перспектив при Высшей нормальной Школе (IEPENS) в 1985—2000 годах, председателем Комиссии по экономическому мышлению для подготовки погашения 1992 года в 1987—1990 годах, президентом Фонда «Электрисите де Франс» в 1987—2001 годах, президентом Эволюционной транспортной политики в Парижском регионе в 1995—1999 годах, президентом группы «Транспорт: инвестиции и расходы на неприятности» при Генеральном комиссариате Плана в 2000—2001 годах.
Является почётным доктором Йельского Университета с 1982 года, вице-президентом Ассоциации руководителей отрасли (ACADI) с 1979 года, членом в 1980—1987 годах, а с 1987 года почётным членом Консультативного совета Банка Франции, президентом в 1982—1985 годах, а с 1985 года почётным президентом Европейского центра государственных предприятий, президентом в 1986—1989 годах, а с 1989 года почётным президентом Всемирного совета по энергетике, президентом в 1988—1994 годах, а с 1994 года почётным президентом Института Пастера. Член с 1992 года и президент в 2002 году Академии моральных и политических наук. Является также председателем, заместителем председателя или администратора различных организаций (Биосфера, ACADI, Фонд Больницы Парижа, heritage Foundation и другие).

## Вклад в науку
Марсель известен своей теорией пикового ценообразования от 1949 года и теорией ценообразования второго лучшего в условиях государственной монополии (ценообразование по Рамсей-Буате) от 1956 года.

## Награды
За свои достижения был неоднократно награждён:
- 1982 — премия Акселя Аксельсона Джонсона от Шведской королевской академии наук;
- 1991 — грант Жеррили-Марино от Академии моральных и политических наук;
- 13.07.2014 — большой крест Ордена Почётного легиона;
- Большой крест национального Орден «За заслуги»,
- Командор Ордена Академических пальм;
- Крест войны 1939-1945 годов[англ.],
- Командор Ордена «За заслуги перед Федеративной Республикой Германия».